# سالیما (شهر)
سالیما (شهر) (به لاتین: Salima (township)) یک شهر در مالاوی است که در منطقه مرکزی مالاوی واقع شده‌است.

## خصوصیات
سالیما ۴۰٬۱۰۶ نفر جمعیت دارد و ۵۳۸ متر بالاتر از سطح دریا واقع شده‌است.